# Rendíthetetlen
A Rendíthetetlen (eredeti cím: Unbroken) 2014-ben bemutatott amerikai háborús film, melynek rendezője és producere Angelina Jolie. A forgatókönyvet a Coen testvérek, Richard LaGravenese és William Nicholson írta, Laura Hillenbrand 2010-es Unbroken: A World War II Story of Survival, Resilience, and Redemption című könyve alapján. A főszerepben Jack O’Connell és Miyavi látható.
A filmet 2013 októberétől 2014 februárjáig forgatták Ausztráliában. Világpremierje 2014. november 17-én volt Sydneyben, Londonban pedig 2014. november 26-án mutatták be, az Odeon Leicester Square-en. Az Egyesült Államokban 2014. december 25-én jelent meg.
2018-ban elkészült a folytatás is, Unbroken: Path to Redemption címmel. A második részben azonban csak Matthew Baer producer, illetve Vincenzo Amato és Maddalena Ischiale színészek tértek vissza.

## Cselekmény
A film Louis "Louie" Zamperini hosszútávfutó olimpikon és háborús hős életét mutatja be. Miután a második világháborúban repülőgépük lezuhan, társaival együtt hetekig egy tutajon hánykolódnak, majd japán hadifogolytáborba kerülnek.

## Szereplők
| Színész              | Szerep                        | Magyar hang     |
| -------------------- | ----------------------------- | --------------- |
| Jack O’Connell       | Louis Zamperini               | Szatory Dávid   |
| C.J. Valleroy        | fiatal Louis Zamperini        | Császár András  |
| Domhnall Gleeson     | Russell "Phil" Phillips       | Miller Zoltán   |
| Garrett Hedlund      | John Fitzgerald               | Fekete Ernő     |
| Miyavi               | Mutsuhiro Watanabe            | Csőre Gábor     |
| Finn Wittrock        | T-3 S/Francis "Mac" McNamara  | Hevér Gábor     |
| Jai Courtney         | Charlton Hugh "Cup" Cupernell | Bozsó Péter     |
| Luke Treadaway       | Miller                        | Zámbori Soma    |
| Spencer Lofranco     | Harry Brooks                  | Sörös Miklós    |
| Travis Jeffery       | Jimmy                         |                 |
| Jordan Patrick Smith | Cliff                         |                 |
| John Magaro          | Frank A. Tinker               | Márkus Sándor   |
| Alex Russell         | Pete Zamperini                | Rajkai Zoltán   |
| John D’Leo           | fiatal Pete                   | Czető Roland    |
| Vincenzo Amato       | Anthony Zamperini             |                 |
| Louis McIntosh       | William Frederick Harris      | Markovics Tamás |
| Ross Anderson        | Blackie                       | Kisfalusi Lehel |
| Maddalena Ischiale   | Louise Zamperini              |                 |
| Savannah Lamble      | Sylvia Zamperini              | Laudon Andrea   |
| Sophie Dalah         | Virginia Zamperini            |                 |

## Filmzene
A filmzenei album 2014. december 15.-én jelent meg a Parlophone és az Atlantic Records gondozásában. A filmzenét Alexandre Desplat szerezte.
 Az albumon a Coldplay Miracles című dala is hallható.

## Fogadtatás

### Kritikai visszhang
A film vegyes kritikákat kapott. A Rotten Tomatoes oldalán 50%-ot ért el 230 kritika alapján, és 6 pontot szerzett a tízből. A Metacritic honlapján 59 pontot szerzett a százból, 48 kritika alapján.
A SAG jelölőbizottsága hatalmas ovációban részesítette a filmet.